# Исламская республиканская партия
Исламская республиканская партия (перс. حزب جمهوری اسلامی‎) — политическая партия, созданная иранскими исламскими революционерами во время революции 1979 года с целью облегчения установления в стране режима исламской республики. Распущена в 1987 году: официально по причине «решения исторических задач, для которых она создавалась», фактически — из-за внутренних разногласий; последняя причина фактически признаётся ключевой и в современном Иране.
Ядро партии составило Объединение боевого духовенства, а также члены Общества лекторов религиозных семинаров, Ассоциации исламской коалиции и Исламского общества инженеров. Число членов партии к середине 1980-х годов достигло 5 миллионов человек.

## Создание
Партия была создана спустя всего две недели после революции, 19 февраля 1979 года, по решению аятоллы Хомейни. Сооснователями выступили Мохаммад Джавад Бахонар, Мохаммад Бехешти, Акбар Хашеми Рафсанджани, Али Хаменеи и Абдул-Карим Мусави Ардебили. Первоначальными членами ЦК партии, помимо основателей, были Хасан Аят, Асадулла Бадамчиян, Абдулла Джасби, Мир-Хосейн Мусави, Хабибулла Асгаролади, Сеид Махмуд Кашани, Мехди Араги и Али Дерахшан. Первым генеральным секретарём партии стал Бехешти (до гибели в 1981 году), затем эту должность занимали Бахонар (до конца августа 1981 года) и Хаменеи. С 1984 года фактическое руководство партией осуществлял Джасби, занимавший пост заместителя генерального секретаря.
Политика партии была направлена на поглощение государством капитала крупных предприятий, исламизацию университетов и культуры страны и программу помощи бедным. На первых после революции выборах в меджлис партия получила большинство мест в иранском парламенте, однако на следующих выборах, состоявшихся 15 апреля 1984 года, лишилась его. В начале 1980-х годов партия имела конфликт с леворадикальной организацией «Народные моджахеды Ирана» («Сазман-е моджахедин-е хальк-е Иран»), осуществившей 28 июня 1981 года террористический акт в штаб-квартире ИРП в Тегеране, в ходе которого погибло 72 (по другим данным, 84) её члена, включая аятоллу Бехешти. Организация моджахедов, официально обвинённая в этой акции, отрицала свою ответственность за неё, а некоторые иранские эмигранты утверждают о причастности к ней сторонников Хомейни.

## Распад
В конце 1980-х годов в Исламской республиканской партии усилилась борьба между различными фракциями. В основном дискуссии касались Ирано-иракской войны, вопроса открытия страны иностранному капиталу, распространения идей исламской революции, некоторых аспектов экономической политики (в первую очередь государственного регулирования экономики) и степени влияния религии на политическую жизнь. Отмечается также, что определённое влияние на распад партии оказало и отсутствие других политических сил, способных с ней конкурировать. Официально партия прекратила своё существование 2 июня 1987 года, когда предложение об этом, вынесенное Рафсанджани и Хаменеи, было одобрено Хомейни. В числе возможных причин, помимо внутреннего конфликта, называется опасение Хомейни касательно превращения партии в «оплот радикальных активистов», поддерживавших Мусави.